# Liste der denkmalgeschützten Objekte in Saalfelden am Steinernen Meer
Die Liste der denkmalgeschützten Objekte in Saalfelden am Steinernen Meer enthält die 23 denkmalgeschützten, unbeweglichen Objekte der Gemeinde Saalfelden am Steinernen Meer.

## Denkmäler
| Foto |                 | Denkmal | Standort                                            | Beschreibung | Metadaten |
| ---- | --------------- | --- | --------------------------------------------------- | --- | --- |
| ja   | Datei hochladen | Schloss Ritzen HERIS-ID: 53273 Objekt-ID: 61131                                                                     | Ritzenseestraße 22 Standort KG: Bergham             | Der dreigeschoßige Bau mit Türmchen ist aus dem Nebengebäude einer 1339 urkundlich erwähnten Burg hervorgegangen. Seit 1968 beherbergt er das Saalfeldner Heimatmuseum. | BDA-Hist.: Q1654088 Status: § 2a Stand der BDA-Liste: 2025-06-30 Name: Schloss Ritzen GstNr.: .7, 1202, 1203, .8, 161/2 Schloss Ritzen                                                                     |
| ja   | Datei hochladen | Mühle HERIS-ID: 63750 Objekt-ID: 76436                                                                              | Standort KG: Bergham                                | | BDA-Hist.: Q38104193 Status: § 2a Stand der BDA-Liste: 2025-06-30 Name: Mühle GstNr.: 161/1 Alte Mühle, Ritzen                                                                                             |
| ja   | Datei hochladen | Schloss Farmach HERIS-ID: 36554 Objekt-ID: 35535                                                                    | Farmachstraße 12a Standort KG: Farmach              | Der viergeschoßige Bau mit langgestreckter Fassade wurde 1339 urkundlich erwähnt. Er weist Laubengänge mit Spitz- und Rundbögen auf. Um 1960 erfolgte ein Anbau und eine Adaption als Altersheim. | BDA-Hist.: Q1458510 Status: § 2a Stand der BDA-Liste: 2025-06-30 Name: Schloss Farmach GstNr.: .14 |
| ja   | Datei hochladen | Salzmanngut HERIS-ID: 13669 Objekt-ID: 9877                                                                         | Ramseiden 19 Standort KG: Farmach                   | Das Salzmanngut ist am Dachfirst mit 1626 bezeichnet. | BDA-Hist.: Q38183482 Status: Bescheid Stand der BDA-Liste: 2025-06-30 Name: Salzmanngut GstNr.: 406/1 Salzmanngut                                                                                          |
| ja   | Datei hochladen | Flur-/Wegkapelle HERIS-ID: 63764 Objekt-ID: 76451                                                                   | gegenüber Ramseiden 19 Standort KG: Farmach         | | BDA-Hist.: Q38104253 Status: § 2a Stand der BDA-Liste: 2025-06-30 Name: Flur-/Wegkapelle GstNr.: 868/1 Salzmanngut-Kapelle                                                                                 |
| ja   | Datei hochladen | Ortskapelle hl. Anna HERIS-ID: 53340 Objekt-ID: 61274                                                               | bei Almdorf 9 Standort KG: Gerling                  | Die alte Almdorfkapelle war als Gelöbnis in Wassergefahr im 16. Jahrhundert erbaut worden. Um 1700 traten im Gewölbe Sprünge auf und die Kapelle drohte einzustürzen. Deshalb baute die Lettlbäuerin Eva Schwaiger 1715 mit Hilfe der Nachbarn eine neue, wesentlich größere. 1912 schlug ein Blitz in den Turm ein, weshalb ein neuer gebaut werden musste. In einer Nische des barocken Altars steht eine Madonna mit Kind. Dahinter ist ein Votivbild zur Erinnerung an die Wallfahrerkatastrophe am Königssee 1688. | BDA-Hist.: Q38056756 Status: § 2a Stand der BDA-Liste: 2025-06-30 Name: Ortskapelle hl. Anna GstNr.: .83 Almdorf Kapelle                                                                                   |
| ja   | Datei hochladen | Kath. Pfarrkirche hl. Gotthard HERIS-ID: 52788 Objekt-ID: 60436                                                     | Gerling Standort KG: Gerling                        | Die Pfarrkirche in der Ortsmitte ist nach Nordosten ausgerichtet. Das Langhaus und der Südostturm mit hohem Spitzhelm sind spätgotisch. Die Gewölbe im Inneren wurden barockisiert; der Hochaltar stammt aus dem Jahr 1760. | BDA-Hist.: Q38054296 Status: § 2a Stand der BDA-Liste: 2025-06-30 Name: Kath. Pfarrkirche hl. Gotthard GstNr.: .10 Filialkirche Gerling                                                                    |
| ja   | Datei hochladen | Mesnerhaus und Schule/ehem. Pfarrhof HERIS-ID: 52789 Objekt-ID: 60437                                               | Gerling 5 Standort KG: Gerling                      | | BDA-Hist.: Q38054312 Status: § 2a Stand der BDA-Liste: 2025-06-30 Name: Mesnerhaus und Schule/ehem. Pfarrhof GstNr.: .3 Mesnerhaus Gerling                                                                 |
| ja   | Datei hochladen | Hoferbichlgut HERIS-ID: 59709 Objekt-ID: 71244                                                                      | Hof 1 Standort KG: Gerling                          | | BDA-Hist.: Q38088404 Status: Bescheid Stand der BDA-Liste: 2025-06-30 Name: Hoferbichlgut GstNr.: .56 Hoferbichlgut                                                                                        |
| ja   | Datei hochladen | Alte Pfarrkirche hl. Benno HERIS-ID: 52856 Objekt-ID: 60546                                                         | Lenzing Standort KG: Lenzing                        | Die alte Pfarrkirche ist ein im Kern mittelalterlicher Bau mit gotischen Fenstern in der Sakristei sowie Resten gotischer Wandmalerei im Inneren. Der Hochaltar ist mit 1668 bezeichnet. | BDA-Hist.: Q38054590 Status: § 2a Stand der BDA-Liste: 2025-06-30 Name: Alte Pfarrkirche hl. Benno GstNr.: .9 Filialkirche Lenzing - Alte Pfarrkirche                                                      |
| ja   | Datei hochladen | Schloss Lichtenberg HERIS-ID: 36548 Objekt-ID: 35529                                                                | Bachwinkl 11 Standort KG: Lichtenberg               | Der Bau wurde 1287 urkundlich erwähnt und diente bis ins frühe 18. Jahrhundert als Sitz des Pflegegerichts. Umbauten erfolgten Mitte des 16. und Ende des 19. Jahrhunderts. Es ist eine unregelmäßige Anlage um einen Hof mit Brunnen, die von einem Turm überragt wird. | BDA-Hist.: Q2242173 Status: Bescheid Stand der BDA-Liste: 2025-06-30 Name: Schloss Lichtenberg GstNr.: .93 Schloss Lichtenberg (Saalfelden)                                                                |
| ja   | Datei hochladen | Palfenkapelle hl. Georg HERIS-ID: 63827 Objekt-ID: 76516                                                            | Bachwinkl 12 Standort KG: Lichtenberg               | Seit etwa 1560 wurde in einer Felshöhle oberhalb des Schlosses Lichtenberg ein Bildnis des heiligen Georg verehrt. Mit Hilfe seiner Glaubensbrüder errichtete ein gewisser Thomas Pichler 1664 am Palfen eine kleine Klause und baute die Höhle mit dem Bildnis des heiligen Georg zu einer Kapelle aus. | BDA-Hist.: Q38104381 Status: § 2a Stand der BDA-Liste: 2025-06-30 Name: Palfenkapelle hl. Georg GstNr.: .95 Palfenkapelle                                                                                  |
| ja   | Datei hochladen | Einsiedelei HERIS-ID: 63828 Objekt-ID: 76517                                                                        | Bachwinkl 12 Standort KG: Lichtenberg               | Die zweigeschoßige Einsiedelei mit einem Glockenturm ist neben der Palfenkapelle an den Fels gebaut. Sie ist seit der 2. Hälfte des 17. Jahrhunderts bewohnt. | BDA-Hist.: Q29487118 Status: § 2a Stand der BDA-Liste: 2025-06-30 Name: Einsiedelei GstNr.: .95 Einsiedelei (Saalfelden)                                                                                   |
| ja   | Datei hochladen | Flur-/Wegkapelle hl. Johannes Nepomuk HERIS-ID: 63732 Objekt-ID: 76418                                              | Dorfheimerstraße 15, bei Standort KG: Lichtenberg   | Die Kapelle steht am Nordhaupt der sogenannten Bacherhäuslbrücke. Sie wurde im Sommer 2011 renoviert und gesäubert. Auch die Statue wurde einer Restauration unterzogen. | BDA-Hist.: Q38104156 Status: § 2a Stand der BDA-Liste: 2025-06-30 Name: Flur-/Wegkapelle hl. Johannes Nepomuk GstNr.: 1195 Nepomukkapelle (Dorfheimerstraße, Saalfelden)                                   |
| ja   | Datei hochladen | Schloss Dorfheim HERIS-ID: 36549 Objekt-ID: 35530                                                                   | Dorfheimerstraße 25 Standort KG: Lichtenberg        | Der Bau wurde 1484 urkundlich erwähnt und ist ein dreigeschoßiger Bau mit auf Konsolen ruhenden Ecktürmen. | BDA-Hist.: Q1408865 Status: Bescheid Stand der BDA-Liste: 2025-06-30 Name: Schloss Dorfheim GstNr.: .56/1 Schloss Dorfheim                                                                                 |
| ja   | Datei hochladen | Markthauptschule HERIS-ID: 52913 Objekt-ID: 60676                                                                   | Almerstraße 4 Standort KG: Saalfelden               | Unter Bürgermeister Josef Eberhart wurde in den Jahren 1904–1906 dieses große Schulgebäude errichtet, das neben der Volks- auch die Bürgerschule aufnehmen sollte. Es war die erste Bürgerschule auf dem Lande (im Land Salzburg). 1914–1918 wurde das Gebäude als Militärspital genutzt und die Schulklassen in Privathäuser verlegt. | BDA-Hist.: Q38055088 Status: § 2a Stand der BDA-Liste: 2025-06-30 Name: Markthauptschule GstNr.: .264 Hauptschule Markt, Saalfelden                                                                        |
| ja   | Datei hochladen | Flur-/Wegkapelle hl. Johannes Nepomuk HERIS-ID: 63736 Objekt-ID: 76422                                              | Bahnhofstraße 14, gegenüber Standort KG: Saalfelden | | BDA-Hist.: Q38104171 Status: § 2a Stand der BDA-Liste: 2025-06-30 Name: Flur-/Wegkapelle hl. Johannes Nepomuk GstNr.: 205/2 Nepomukkapelle (Bahnhofstraße, Saalfelden)                                     |
| ja   | Datei hochladen | Gasthof Hindenburg HERIS-ID: 44088 Objekt-ID: 44786                                                                 | Bahnhofstraße 6 Standort KG: Saalfelden             | Der dreigeschoßige Bau mit Krüppelwalmdach stammt im Kern aus dem Mittelalter und zeigt an der Fassade biedermeierlichen Stuckdekor. | BDA-Hist.: Q38006961 Status: Bescheid Stand der BDA-Liste: 2025-06-30 Name: Gasthof Hindenburg GstNr.: .116/1 Gasthof Hindenburg                                                                           |
| ja   | Datei hochladen | Alte Zeugstätte HERIS-ID: 57508 Objekt-ID: 67642                                                                    | Leogangerstraße 1 Standort KG: Saalfelden           | Das stattliche Gebäude der alten Zeugstätte stammt von Paul Geppert d. Ä. aus dem Jahr 1927. | BDA-Hist.: Q38076963 Status: § 2a Stand der BDA-Liste: 2025-06-30 Name: Alte Zeugstätte GstNr.: .332 Alte Feuerwehrzeugstätte (Saalfelden)                                                                 |
| ja   | Datei hochladen | Pfarrhof HERIS-ID: 52906 Objekt-ID: 60662                                                                           | Lofererstraße 11 Standort KG: Saalfelden            | Der dreigeschoßige Pfarrhof wurde nach einem Brand in den Jahren 1821 bis 1835 wieder aufgebaut. | BDA-Hist.: Q38055047 Status: § 2a Stand der BDA-Liste: 2025-06-30 Name: Pfarrhof GstNr.: .81 Pfarrhof (Saalfelden)                                                                                         |
| ja   | Datei hochladen | Kath. Pfarrkirche hll. Johannes Evangelist und Johannes der Täufer und Grabplatten HERIS-ID: 52907 Objekt-ID: 60663 | Lofererstraße 11 Standort KG: Saalfelden            | Die Stadtpfarrkirche steht auf einer Kuppe in der Ortsmitte. Nach einer Umgestaltung und Erweiterung im 19. Jahrhundert ist der große dreischiffige Bau vom Stil der Neoromanik geprägt. Vom Vorgängerbau ist die gotische Krypta unter dem Chor erhalten geblieben. Auch der fünfgeschoßige Westturm ist im Kern noch gotisch. Die Innenausstattung des 19. Jahrhunderts wurde bei der Umgestaltung in den Jahren 1959 bis 1969 größtenteils durch moderne Werke ersetzt.                                              | BDA-Hist.: Q14912636 Status: § 2a Stand der BDA-Liste: 2025-06-30 Name: Kath. Pfarrkirche hll. Johannes Evangelist und Johannes der Täufer und Grabplatten GstNr.: .80, 121/2 Stadtpfarrkirche, Saalfelden |
| ja   | Datei hochladen | Brücklwirt HERIS-ID: 36553 Objekt-ID: 35534                                                                         | Ramseiderstraße 5 Standort KG: Saalfelden           | Der freistehende zweigeschoßige Bau mit Satteldach stammt im Kern aus dem Spätmittelalter. Bemerkenswert ist vor allem das mehrfach gekehlte, verstäbte Kielbogenportal. Anmerkung: | BDA-Hist.: Q37970624 Status: Bescheid Stand der BDA-Liste: 2025-06-30 Name: Brücklwirt GstNr.: .38 Brücklwirt                                                                                              |
| ja   | Datei hochladen | Friedhof und Friedhofskapelle HERIS-ID: 63730 Objekt-ID: 76416                                                      | Standort KG: Saalfelden                             | Der heute bestehende Friedhof wurde erst 1919 angelegt, nachdem der Platz um die Kirche viel zu klein wurde. In seine Mitte wurde gegenständliche Kapelle gebaut. Damals war diese Gegend die Peripherie des Marktes. | BDA-Hist.: Q38104147 Status: § 2a Stand der BDA-Liste: 2025-06-30 Name: Friedhof und Friedhofskapelle GstNr.: 121/1 Friedhofskapelle (Saalfelden)                                                          |